# Naples au baiser de feu (film, 1937)
Pour les articles homonymes, voir Naples au baiser de feu.
Pour plus de détails, voir Fiche technique et Distribution.
Naples au baiser de feu est un film français réalisé par Augusto Genina sorti en 1937.
Il s'agit d'une adaptation du roman éponyme d'Auguste Bailly, paru en 1923, et d'un remake du film muet portant le même titre de Serge Nadejdine, sorti en 1925.

## Synopsis
Mario, chanteur dans un grand restaurant napolitain, est amoureux d’Assunta, la nièce de la patronne, tante Thérèsa. Il partage son appartement avec Michel, son meilleur ami. Ce dernier est tombé sous le charme de Lolita, belle aventurière qu’il rencontre à la Cathédrale où il est organiste et à qui il propose un hébergement. Tandis que Michel intercède auprès de tante Thérésa afin de demander la main d’Assunta pour lui, Mario tombe à son tour sous les charmes de Lolita. Le jour même de ses noces, il s’enfuit avec cette dernière brisant son amour et son amitié. Mais rapidement Mario comprend qu’il s’est trompé.

## Fiche technique
- Réalisation : Augusto Genina
- Scénario : Henri Jeanson, Marcel Achard et Ernesto Grassi d'après le roman homonyme d'Auguste Bailly, Editions Fayard, Paris, 1923, 284 p.
- Dialogues : Henri Jeanson
- Décors : Guy de Gastyne
- Photo : Robert Lefebvre
- Son : William Sivel
- Montage : Louisette Hautecoeur
- Musique : Vincent Scotto (Editions Salabert)
- Auteurs des chansons : Émile Audiffred, Jean Rodor, Jean Casanova, André Hornez, Francis Salabert
- Direction d'orchestre : Louis Wyns
- Production : Paris Films Production
- Producteurs : Robert Hakim, Raymond Hakim
- Directeur de production : André Gargour
- Régisseur général : Grégoire Metchikian
- Distribution : Paris-Film-Location
- Pays de production :  France
- Format : Noir et blanc - 1.37 : 1 - 35 mm
- Genre : Comédie dramatique, Film romantique
- Durée : 83 minutes
- Lieux de tournage : Studios de Saint-Laurent-du-Var[1], le port de Naples étant en zone militaire interdite.
- Date de sortie : 
  - France : 7 décembre 1937

## Distribution
- Tino Rossi : Mario Esposito, un chanteur qu'une aventurière détourne de sa fiancée
- Michel Simon : Michel, l'ami de Mario
- Mireille Balin : Assunta, la fiancée de Mario
- Viviane Romance : Lolita, une femme fatale qui jette son dévolu sur Mario
- Marcel Dalio :  le photographe, qui voudrait bien coucher avec Lolita mais a peur de Mario
- Jeanne Lory : Tante Theresa (sous le nom de Jeanne Loury), la tante d'Assunta
- Joe Alex : le soutier, qui a fait voyager Lolita comme passagère clandestine
- Marcel Bauçay : l'écailler
- Leda Ginelly : Sylvia
- Marie-José
- Lucien Callamand : le dîneur
- Jean-François Martial : l'administrateur
- Georges Térof : le vendeur

## Autour du film
- Après sa réussite au Music Hall, à l'image des vedettes américaines, Tino Rossi commence une carrière au cinéma. Ses films, sans être des comédies musicales, sont un prétexte pour mettre en valeur la voix du chanteur et sont des succès. Naples au baiser de feu est néanmoins un « vrai film » et cela grâce au talent de Michel Simon et de Viviane Romance. C'est lors du tournage que Tino Rossi rencontre Mireille Balin avec qui il nouera une histoire d'amour passionnée.

## Chansons interprétées dans le film
Il est à noter que les chansons interprétées dans le film par Tino Rossi ont été commercialisées en 78 tours par la firme des Disques Columbia (excepté le titre "Marechiare" non enregistré sur disque). 
- DF 2253 (1937) Tarentelle [CL6399.2] – Écoutez les mandolines [CL6400.2]
- DF 2254 (1937) Tarentella [CL6401.1] – Mandolinata al chiar di luna [CL6402.1]
- DF 2256 (1937) Mia Piccolina [CL6408.1] – Rien qu’un chant d’amour [CL6410.1]
- BF 39   (1937) Santa Lucia [CL6422.1] – Catari ! Catari ! [CL6423.1]
- DF 2493 (1938) O sole mio (1re version) [CL6820.1] - Célèbre Serenata (second titre n'appartenant pas au film)
- BF 168  (1949) O sole mio (2e version) [CL6820.1 gravé ; CL6820.2 en réalité]- Célèbre Serenata (second titre n'appartenant pas au film)